# Ilmamaa
Ilmamaa — издательство в городе Тарту (Эстония), которое начало свою деятельность в 1993 году.
К концу 2006 года в издательстве было опубликовано почти 320 публикаций.
Самым важным изданием в Ильмамаа является серия «Истории эстонской мысли», состоящая из сборников текстов эстонских мыслителей. На данный момент из этой серии опубликована 61 книга. Издание книг «Эстонская мысль» поддерживает Фонд «Эстонская мысль».
В 2008 году книга Мари Таранд, «Внутри картины. Детство с Юханом» вошла в топ продаваемых книг.
Издательство публикует многотомный труд «История Эстонии».
Председателем совета Ильмамаа является Хандо Руннель.
В 2020 году газета получила премию от Postimees «Локомотив культуры». Премия была вручена за издание двух серий книг «Эстонская мысль» (104 книги) и «Открытая книга Эстонии» (154 книги).